# World Top Four femminile 1994
La IV World Top Four di pallavolo femminile si è svolta dall'11 al 16 novembre 1994 a Osaka, in Giappone. Al torneo hanno partecipato 4 squadre nazionali e la vittoria finale è andata per la seconda volta consecutiva a Cuba.

## Squadre partecipanti
- Brasile
- Cuba
- Giappone
- Russia

## Fase finale

### Finale 1º e 3º posto
|  | Semifinali | Semifinali | Semifinali |         |      | Finale   | Finale   | Finale   |  |
|  |            |            |            |         |      |          |          |          |  |
|  | Cuba       | Cuba       | 3          |         |      |          |          |          |  |
|  | Cuba       | Cuba       | 3          |         |      |          |          |          |  |
|  | Giappone   | Giappone   | 1          |         |      |          |          |          |  |
|  | Giappone   | Giappone   | 1          |         | Cuba | Cuba     | 3        |          |  |
|  |            |            |            |         | Cuba | Cuba     | 3        |          |  |
|  |            |            | Brasile    | Brasile | 1    |          |          |          |  |
|  | Brasile    | Brasile    | Brasile    | Brasile | 1    | 3        |          |          |  |
|  | Brasile    | Brasile    |            |         |      | 3        |          |          |  |
|  | Russia     | Russia     | 0          |         |      | 3º posto | 3º posto | 3º posto |  |
|  | Russia     | Russia     | 0          |         |      |          |          |          |  |
|  |            |            |            |         |      |          |          |          |  |
|  |            |            |            |         |      | Russia   | Russia   | 3        |  |
|  |            |            |            |         |      | Russia   | Russia   | 3        |  |
|  |            |            |            |         |      | Giappone | Giappone | 1        |  |

## Classifica finale
| Classifica | Squadre  |
| ---------- | -------- |
|            | Cuba     |
|            | Brasile  |
|            | Russia   |
| 4          | Giappone |